# ژوزف لیکن
 ژوزف لیکن (انگلیسی: Joseph Lykken؛ زاده ۱۷ ژوئن ۱۹۵۷ ‏(۶۷ سال)) یک فیزیک‌دان اهل ایالات متحده آمریکا است.